# Laughing Clowns
A Laughing Clowns ausztrál punk rock/post-punk/alternatív rock/punk jazz/free jazz zenekar volt Sydneyből. 1979-ben alakultak. 1984-ben feloszlottak, majd 2009-től 2010-ig újból aktív volt az együttes. Ed Kuepper énekes a The Saints nevű punk rock/alternatív rock együttes énekese is.

## Tagok
- Bob Farrell – szaxofon (1979–81)
- Ed Kuepper – ének, gitár, bendzsó (1979–82, 1983–84, 2009–2010)
- Ben Wallace-Crabbe – basszusgitár (1979–81)
- Jeffrey Wegener – dob, ütős hangszerek (1979–82, 1983–84, 2009–2010)
- Dan Wallace-Crabbe – zongora (1980-1981)
- Peter Doyle – trombita (1981–83)
- Louise Elliot – szaxofon, furulya (1981–82, 1983–84, 2009–2010)
- Leslie Millar – basszusgitár (1981-1983)
- John Weinzieri – basszusgitár (1982)
- Chris Abrahams – zongora (1983)
- Peter Milton Walsh – basszusgitár (1983)
- Paul Smith – basszusgitár (1983–84)
- Louis Tillett – zongora (1984)

## Diszkográfia
- Mr Uddich-Schmuddich Goes to Town (1982)
- Law of Nature (1984)
- Ghosts of an Ideal Wife (1985)

Válogatáslemezek
- Throne of Blood/Reign of Terror (alias The Greatest Hits 1980) (1981)
- History of Rock 'n' Roll Vol. 1 (1984)
- Golden Days – When Giants Walked the Earth (1995)
- Cruel but Fair (The Complete Clowns Recordings) (2005)

Koncert albumok
- Prince Melon Bootleg Series Volume 7: Laughing Clowns Live CD (2009)
- Prince Melon Bootleg Series Volume 8: Laughing Clowns Live at the Basement CD (2010)
- Prince Melon Bootleg Series Volume 16: don't ask stupid questions to an artist, cop (Laughing Clowns Live 1982) (2010)

EP-k
- Laughing Clowns MLP (1980)
- Sometimes, the Fire Dance.... 7" (1981)
- Laughing Clowns 3 MLP (1981)
- Everything That Flies... 12" (1983)

Kislemezek
- "Theme from Mad Flies, Mad Flies" 7" (1982)
- "In Front of Your Eyes"
- "Eternally Yours" 12" (1984)
- "Just Because I Like" / "Crystal Clear 7" (1985)

## Külső hivatkozások
- Official page a Facebookon
- Laughing Clowns a Discogson
- "Laughing Clowns annotated discography" at Dilettante Productions (Magnus Boman).